# Cheikh Ag Aoussa
Cheikh Ag Aoussa, aussi appelé Abou Mohame, né en 1965 ou 1966 à Kidal et mort le 8 octobre 2016 dans la même ville, est un chef rebelle touareg.

## Biographie
Comme de nombreux Touaregs, il s'exile en Libye au cours des années 1980 et s'engage dans la Légion verte, au sein de laquelle il prend part à la guerre du Liban et au conflit tchado-libyen.
Il regagne le Mali en 1990 et participe à la rébellion touarègue de 1990-1996, au sein du MPLA dirigé par Iyad Ag Ghali. Après la signature du Pacte national avec Bamako en 1992, il refuse d'intégrer l'armée malienne, il vit alors du commerce et de divers trafics.
En 2003, il aide Iyad Ag Ghali dans ses négociations avec le GSPC pour obtenir la libération de touristes occidentaux.
Il prend ensuite part à la rébellion touarègue de 2007-2009 au sein de l'Alliance démocratique du 23 mai pour le changement (ADC).
Il est arrêté le 1er août 2010 à Gao pour avoir menacé de mort Abdousalam Ag Assalat, président de l'Assemblée régionale de Kidal.
Il rejoint ensuite Ansar Dine, mouvement salafiste dirigé par Iyad Ag Ghali et en devient le commandant en second. Lorsque débute la guerre du Mali en 2012, il commande les forces d'Ansar Dine lors de la bataille d'Aguel'hoc. RFI indique que selon un cadre du MNLA, il se range dans les rangs d'Ansar Dine « plus par solidarité entre Ifoghas que pour des questions religieuses ».
En janvier 2013, au début de l'Opération Serval, il change de camp et rejoint le Mouvement islamique de l'Azawad (MIA) qui rallie ensuite le Haut Conseil pour l'unité de l'Azawad (HCUA) en mai 2013. Il gagne Kidal en février 2014,.
Chef de la branche militaire du HCUA, il commande les forces du mouvement lors des deuxième et troisième bataille de Kidal.
Le 8 octobre 2016, Cheikh Ag Aoussa est tué à Kidal par l'explosion de son véhicule, alors qu'il venait de sortir d'une réunion au bureau de la MINUSMA. Il meurt sur le coup. Des sources des agences de presse évoquent l'explosion d'une mine, cependant le HCUA et la CMA contestent cette version et parlent d'un « assassinat ciblé », selon eux la bombe aurait été déposée dans la voiture de Cheikh Ag Aoussa, à l'intérieur du camp de la MINUSMA, au moment de la réunion,,,,,.
Après la mort de Cheikh Ag Aoussa, RFI indique que : « Si certains au sein de l'ex-rébellion pointent le caractère parfois peu avouable de certaines de ses activités et partenaires d'affaires, tous voient en lui un homme connu pour sa générosité, un fervent défenseur de l'Azawad, un notable qui s'est toujours posé en médiateur entre les communautés du Nord et un chef militaire aguerri aux puissants réseaux ».

## Vidéographie
- Interview de Cheikh Ag Aoussa par le Sahélien en 2014.